# Armand Assus
Armand Assus né le 4 avril 1892 à Alger et mort le 28 juin 1977 à Antibes est un peintre français.
Artiste orientaliste, il est un des chefs de file de l'École d'Alger.

## Biographie
Armand Assus est le fils du célèbre caricaturiste algérois Salomon Assus (1850-1919). Après ses études au lycée d'Alger, il entre en 1904 à l'École des beaux-arts d'Alger dans l'atelier de Hippolyte Dubois, puis de Léon Cauvy. En 1912, il obtient une bourse de la Ville d'Alger qui lui permet de partir pour Paris, et devient l'élève de Fernand Cormon à l'École des beaux-arts de Paris. Il se lie d'amitié avec André Gide (qui lui présente le peintre Théo Van Rysselberghe), Léon-Paul Fargue et Jacques Copeau. Après la Première Guerre mondiale, il revient à Paris en 1919, conseillé par Théo van Rysselberghe et son ami le fauviste Albert Marquet. En 1925, il obtient le grand prix artistique de l'Algérie pour sa toile Vie d'une famille juive à Constantine. Armand Assus réalise différentes peintures murales pour les écoles de Bougie et l'École normale supérieure de Kouba (Les Arts, La Peinture, La Musique). Il voyage en Espagne et en Italie en 1934. Invité par le gouvernement des Pays-Bas, il y réalise de nombreuses peintures murales, retourne en Algérie pendant la Seconde Guerre mondiale, où il retrouve son ami Albert Camus, et réalise la peinture murale Noce juive pour le Foyer civique d'Alger.

## Collections publiques
- Alger, musée national des Beaux-Arts.
- Anvers :
  - Légation de France ;
  - musée d'Anvers[Lequel ?].
- Casablanca.
- La Haye, ambassade de France.
- Oran, musée Ahmed Zabana.
- Paris :
  - musée d'Art moderne de Paris ;
  - Petit Palais.
- Rotterdam, musée Boijmans Van Beuningen.
- Tunis.

### Peintures murales
- Deux peintures murales sur l'électricité et son utilisation dans les ports et les usines, école professionnelle de Bougie.
- Les Arts, La Peinture, La Musique, École normale supérieure de Kouba.
- Plusieurs peintures murales aux Pays-Bas.
- Noce juive, 1935, Foyer civique d'Alger.
- Décoration pour l'hôtel de ville d'Alger.

## Décorations
- Chevalier de l'ordre des Arts et des Lettres (1957)[2]

## Salons
- Alger, Salon des artistes orientalistes algériens : 1922, 1923, 1930.
- Paris, Salon des Tuileries.
- Paris, Salon d'automne : 1923, 1949, 1953.

## Expositions
- Paris, galerie Druet, rue Royale.
- Paris, galerie Drouant.
- Paris, galerie Spéranza.
- Paris, galerie Georges Petit.
- Galerie du Taureau.
- Paris, 1931, Exposition coloniale, pavillon de l'Algérie.
- Cercle de la France d'Outre-mer, 1952.
- Rétrospective, Cagnes, château Grimaldi, 1970.
- « Les peintres amis d'Albert Camus », Lourmarin, 1994.
- Tunis, Casablanca, Oran, Alger, Le Caire.
- Boston.
- Rome, Bruxelles, Bucarest.